# Nathalie Lindborg
Nathalie Lindborg, född 15 april 1991, är en svensk simmare som ingick i det svenska lag som tog silver på 4x50 meter frisim vid europamästerskapen i kortbanesimning 2017 i Köpenhamn i Danmark.
Nathalie är äldre syster till simmaren Ida Lindborg.